# 第三大道-138街車站
第三大道-138街車站（英語：Third Avenue–138th Street station）是紐約地鐵IRT佩勒姆線的一個快車地鐵站，位於布朗克斯第三大道及東138街交界，設有6號線（任何時候停站）列車服務，而繁忙時段的尖峰方向還有開行<6>列車。

## 車站結構
| G        | 街道                  | 出入口                                                                            |
| M        | 夾層                  | 閘機、車站詢問處                                                                  |
| P 月台層 | 南行                  | 往布魯克林橋-市政府（125街）                                                      |
| P 月台層 | 島式月台，左/右側開門 |                                                                                   |
| P 月台層 | 尖峰特快              | 平日早上往布魯克林橋-市政府（125街） · 平日下午及黃昏往佩勒姆灣公園（亨斯角大道） |
| P 月台層 | 島式月台，左/右側開門 |                                                                                   |
| P 月台層 | 北行                  | 平日下午及黃昏往帕克徹斯特/佩勒姆灣公園（其餘時間）（布魯克大道）                 |

此站於1918年8月1日啟用，令此站成為IRT佩勒姆線上最古老的車站。設有兩個島式月台和三條軌道，中央軌道用中平日尖峰時段的特快服務。平日尖峰時段，有一至兩班6號線列車以此站為總站。

## 外部連結
- nycsubway.org—IRT Pelham Line: 3rd Avenue/138th Street
- Station Reporter – 6 train
- The Subway Nut – 3rd Avenue–138th Street Pictures （页面存档备份，存于）
- Third Avenue entrance from Google Maps Street View （页面存档备份，存于）
- Alexander Avenue entrance from Google Maps Street View （页面存档备份，存于）
- Platforms from Google Maps Street View